# 矢ヶ崎信号場
矢ヶ崎信号場（やがさきしんごうじょう）は、かつて長野県北佐久郡軽井沢町軽井沢に存在した、日本国有鉄道（国鉄）信越本線の信号場である。

## 歴史
丸山信号場より熊ノ平駅を経て当信号場に至る区間は、かつて国鉄･JRを通じての最急勾配区間である66.7 ‰の勾配区間であり、1893年（明治26年）4月1日より1963年（昭和38年）9月30日まで国鉄唯一のアプト式鉄道にて運行されていた。当信号場は66.7 ‰の勾配区間の終点に位置しており、ラックレールのエントランス（開始地点）が設けられ、横川 - 軽井沢間の電化後には集電用の第三軌条が設けられた。また、単線区間であった熊ノ平駅からの閉塞境界としての役割も果たしていた。
1963年（昭和38年）7月15日に同区間をより直線的に結ぶ新線が開通し、1966年（昭和41年）7月2日に廃止された。

### 年表
- 1893年（明治26年）4月1日：横川 - 軽井沢間開業と同時に矢ヶ崎信号所として開設。
- 1901年（明治34年）4月：矢ヶ崎 - 軽井沢間複線化。
- 1912年（明治45年）5月11日：横川 - 軽井沢間電化。
- 1922年（大正11年）4月1日：矢ヶ崎信号場に変更[1]。
- 1963年（昭和38年）
  - 7月15日：横川 - 軽井沢間に新線開通（同年9月28日まで旧線を併用して使用）。
  - 9月30日：アプト式運転廃止。
- 1966年（昭和41年）7月2日：廃止[1]。

## 構造
軽井沢方が複線、横川方が単線の複線始終端形信号場である。横川方面に安全側線を1本備える。

構内配線図　A:横川　B:軽井沢

## 周辺
かつては当信号場脇に矢ヶ崎変電所が設けられていたがアプト式と同時に廃止、またその遺構も後年に解体、整地され現存していない。
なお、現役末期の矢ヶ崎変電所は旧来のレンガ建築を改修して使用を続けた丸山変電所と異なり、横川方の一棟がコンクリート建築のものに建て替えられていた。
- 北陸新幹線（碓氷峠トンネル）
- 国道18号（中山道）

## 隣の駅
日本国有鉄道
信越本線（廃止区間）
横川駅 - （丸山信号場） - 熊ノ平駅 - （矢ヶ崎信号場） - 軽井沢駅